# Anna Wessman
Anna Wessman (ur. 9 października 1989) – szwedzka lekkoatletka specjalizująca się w rzucie oszczepem.
Szósta zawodniczka mistrzostw Europy juniorów (2007). W 2008 wystartowała w mistrzostwach świata juniorów – z wynikiem 54,12 zajęła ostatecznie 7. miejsce w finale. Brązowa medalistka młodzieżowych mistrzostw Europy, które w 2009 roku odbyły się w Kownie. Reprezentantka Szwecji podczas drużynowych mistrzostw Europy, pucharu w rzutach oraz w meczach międzypaństwowych.
Rekord życiowy na stadionie: 61,42 (3 września 2016, Tampere). Wessman jest halową rekordzistką Szwecji w rzucie oszczepem – 58,48 (3 marca 2017, Växjö).

## Osiągnięcia
| Rok  | Impreza                                 | Miejsce    | Lokata            | Wynik |
| ---- | --------------------------------------- | ---------- | ----------------- | ----- |
| 2007 | Mistrzostwa Europy juniorów             | Hengelo    | 6. miejsce        | 50,72 |
| 2008 | Mistrzostwa świata juniorów             | Bydgoszcz  | 7. miejsce        | 54,12 |
| 2009 | Superliga drużynowych mistrzostw Europy | Leiria     | 9. miejsce        | 52,30 |
| 2009 | Młodzieżowe mistrzostwa Europy          | Kowno      | 3. miejsce        | 55,91 |
| 2011 | Zimowy puchar Europy w rzutach          | Sofia      | 4. miejsce        | 52,86 |
| 2011 | Młodzieżowe mistrzostwa Europy          | Ostrawa    | 6. miejsce        | 55,50 |
| 2012 | Zimowy puchar Europy w rzutach          | Bar        | 3. miejsce        | 54,17 |
| 2015 | Superliga drużynowych mistrzostw Europy | Czeboksary | 5. miejsce        | 54,35 |
| 2015 | Uniwersjada                             | Gwangju    | 4. miejsce        | 58,34 |
| 2016 | Puchar Europy w rzutach                 | Arad       | 5. miejsce        | 58,55 |
| 2016 | Mistrzostwa Europy                      | Amsterdam  | el. – 24. miejsce | 54,02 |
| 2017 | Puchar Europy w rzutach                 | Las Palmas | 7. miejsce        | 57,40 |